# 大瀧勝三郎
大瀧 勝三郎（おおたき かつさぶろう、1848年5月10日（嘉永元年4月8日） - 1930年（昭和5年）12月29日）は、明治時代の日本の興行師、実業家、鬘職人。鬘職人として歌舞伎専門の鬘屋「大勝」を創業し、他にも1908年（明治41年）7月13日 開業の映画館、「大勝館」など数多くの事業を浅草にて展開していた。

## 来歴
小野喜三郎の長男として生まれ、大滝勝次郎の養子となる。鬘職人としては、5代目尾上菊五郎や9代目市川團十郎らに愛用された。
1902年（明治35年）、婿入り先の弟である新井與四郎（与四郎）の勧めで浅草花屋敷を購入する。新井自身も太神楽興行場明治館の代表を務めていた。